# Matematica babilonese

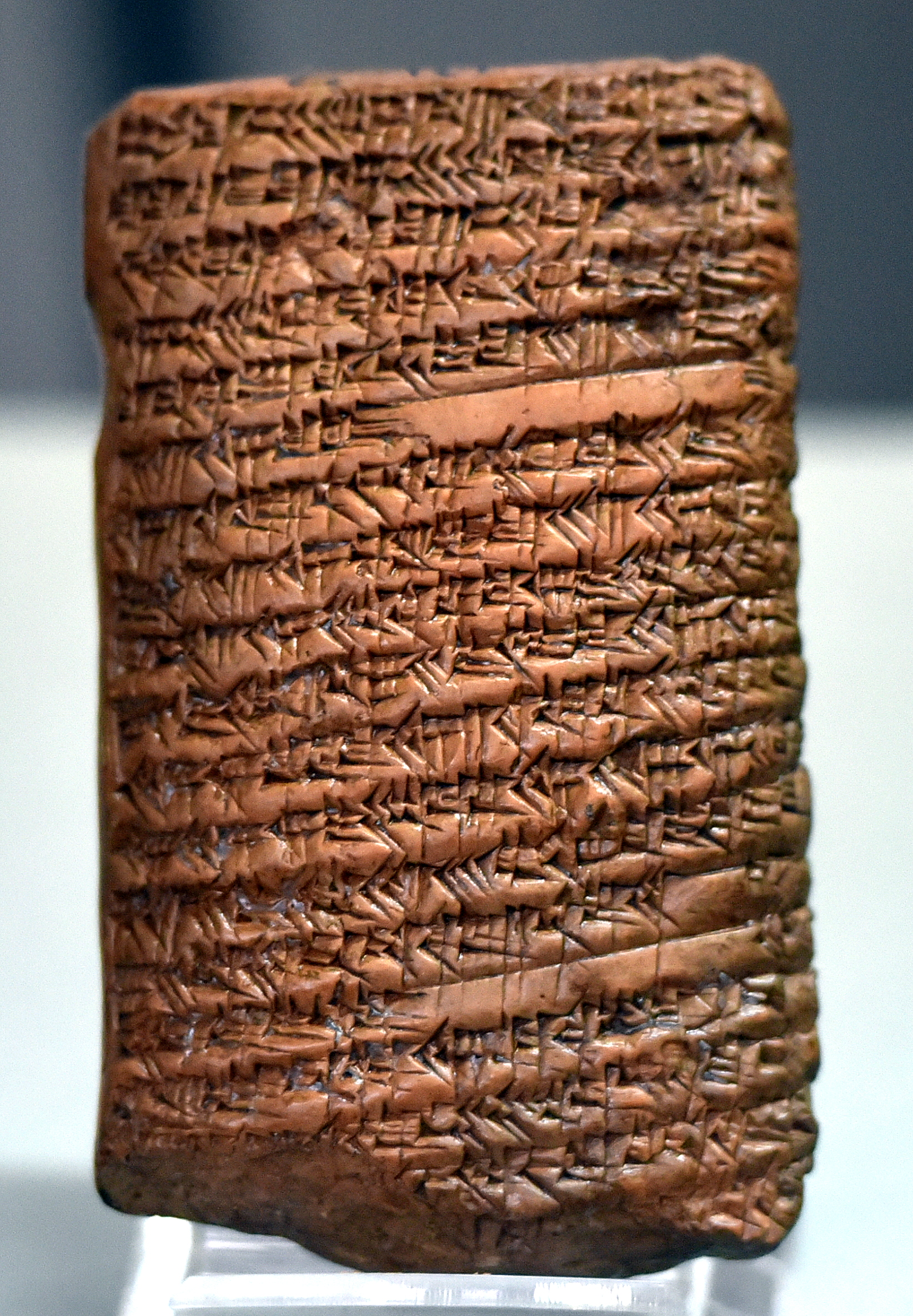
Tavoletta di argilla contenente una dimostrazione matematica risalente all'età paleo-babilonese

La matematica babilonese è il complesso delle teorie e delle tecniche matematiche sviluppate dalle popolazioni mesopotamiche.
A differenza della matematica egizia, di cui sono sopravvissute pochissime testimonianze, della matematica babilonese è pervenuta ai giorni nostri un'ampia documentazione, nella forma di centinaia di tavolette d'argilla. Queste tavolette, risalenti prevalentemente all'età paleo-babilonese e scritte in cuneiforme, discutono molteplici argomenti, tra cui le frazioni, l'algebra e il teorema di Pitagora.

## La matematica nell'antica Mesopotamia
La prima forma di calcolo usata è stato quella contare con la mente, ma quando si avevano grandi quantità non si riusciva a tenere tutto a mente, perciò si cominciò a contare con le mani, prima con un sistema quinario, poi con il sistema decimale e in qualche cultura anche con i piedi, sistema vigesimale. Sono quindi le dita il primo abaco della storia. Successivamente si è sviluppato  il concetto di numero: si cominciarono a inventare segni grafici che rappresentavano dei numeri a partire dalle unità.
La base del calcolo dei sumeri, cui si ispirarono in seguito i babilonesi, era 60, un numero notevole perché: era il prodotto degli interi da 3 e 5 e aveva molti divisori (2,3,4,5,6,10,12,15,20,30).
Ci sono stati dei ritrovamenti, soprattutto in Mesopotamia, di segni grafici riconducibili al concetto di numero, scritti su tavolette d'argilla. Su queste tavolette erano segnati calcoli di tasse, le nascite, le morti e tutti quei calcoli che servivano per mantenere l'organizzazione di una città-stato.

## La matematica dei Babilonesi
I documenti babilonesi, ma più in generale anche quelli mesopotamici, venivano scritti prevalentemente con dei cunei (scrittura cuneiforme) ed incisi su tavolette d'argilla morbida poi cotta in appositi forni o lasciata essiccare al sole. Tali documenti hanno quindi resistito anche alle intemperie a differenza, ad esempio, dei papiri egizi. Di conseguenza oggi disponiamo di più documentazione sulla matematica mesopotamica che su quella egizia. 
Solo nel tardo XX secolo  si è cominciato a decifrare le prime tavolette con le esposizioni della matematica mesopotamica, ma soprattutto di quella babilonese. In queste tavolette risalenti all'epoca della dinastia di Hammurabi
è illustrato il sistema sessagesimale, cioè il sistema a base 60 utilizzato non solo dai babilonesi ma anche in tutto il resto della Mesopotamia; un sistema sessagesimale che viene utilizzato ancora oggi per indicare la misura del tempo e degli angoli.
Per scrivere tutti i numeri fino a 59, si utilizzano 14 simboli di cui 5 orizzontali, ognuno rappresentante 1 decina, che potevano quindi avere anche un valore doppio, triplo e via dicendo in base alla loro posizione. Poi ce n'erano 9 verticali, rappresentanti ognuno 1 unità. Lo zero inizialmente era indicato con uno spazio, successivamente, ai tempi di Alessandro il Grande si usavano due cunei obliqui per indicare il vuoto però non c'erano mai numeri per lo zero.
Possiamo dire quindi che la numerazione dei Babilonesi era basata sulla ripetizione dei segni.
Questo popolo sapeva calcolare l'addizione, la sottrazione, la moltiplicazione, la divisione, la potenza di un numero, l'area del cerchio e le terne pitagoriche.
Una novità introdotta nel sistema di calcolo fu la notazione posizionale con la quale con tre gruppi di due cunei verticali separati da uno spazio si possono rappresentare {\displaystyle 2*60^{2}+2*60+2}. La notazione posizionale fu anche estesa alle frazioni, però in questo campo aumentava l'ambiguità in quanto due gruppi di 2 cunei verticali potevano indicare {\displaystyle 2+2*(60)^{-1}} oppure {\displaystyle 2*(60)^{-1}+2*(60)^{-2}}. Comunque i babilonesi avevano una capacità di calcolo pari a quella della moderna notazione frazionaria decimale. Si può quindi affermare che la matematica mesopotamica era ad un livello molto più alto della matematica dei contemporanei Egizi.
Infatti questi ultimi avevano grossi problemi ad effettuare già semplici calcoli mentre i Babilonesi sapevano eseguire calcoli complessi ad esempio la divisione, che veniva calcolata moltiplicando il dividendo per il reciproco del divisore, basandosi su apposite tavole dei reciproci.
In conclusione si può inoltre dire che i Babilonesi sono stati autori di grandi scoperte matematiche che in futuro avrebbero preso i nomi dei loro cosiddetti inventori come l'Algoritmo di Newton e le terne di Pitagora.
Testi cuneiformi, problemi algebrici e aritmetici continueranno ad essere scritti fino agli inizio dell'Era Cristiana.

## Punti chiave
L'origine della scrittura risale alla civiltà Sumera, sviluppatasi nelle città stato della Mesopotamia fin dal IV millennio a.C. Contestualmente all'invenzione della scrittura appaiono i primi documenti di scrittura dei numeri, utilizzando il sistema dell'incisione su tavolette di argilla fatte poi essiccare al sole. 
La matematica babilonese, che prese le mosse (come tutta la cultura babilonese) dalla tradizione sumera, sviluppò una raffinatezza ed una precisione ineguagliate per millenni. Questi i punti chiave:
- Notazione posizionale - introdotta in Europa solo nel medioevo, la notazione posizionale era estesa anche a valori frazionari e permetteva di eseguire facilmente calcoli a precisione indefinita.
- Numerazione a base 60 - agevolava i calcoli pratici, essendo 60 divisibile in parti intere più facilmente del numero 10. Ancora oggi nel calcolo del tempo si usa tale numerazione.
- Teorema di Pitagora - i matematici babilonesi conoscevano il teorema di Pitagora; se è dubbio che avessero un concetto di "teorema" come poi fu sviluppato dai greci, è indubbio che lo utilizzassero nella pratica per la risoluzione dei problemi.
- Uso di algoritmi - il più famoso è quello che prende il nome da Newton per il calcolo della radice quadrata di un numero e che in genere viene attribuito al matematico greco Archita vissuto nel IV secolo a.C.
- Uso di tabelle - per evitare i calcoli ripetitivi venivano prodotte tabelle, famosa quella dei reciproci che permetteva di evitare le difficili operazioni di divisione sostituendole con moltiplicazioni.
- Tabelle logaritmiche - i logaritmi sono stati scoperti in Europa da Giovanni Nepero (John Napier) nel 1600 circa. Vi sono prove che i babilonesi usavano tavole analoghe più di due millenni prima.
- Equazioni di terzo grado - un tipo anomalo di tabella che riporta i valori di numeri, tale tabella si può spiegare come strumento per la risoluzione di equazioni di terzo grado, soluzione che né matematici greci né altri troveranno mai fino a quasi duemila anni dopo.